# Bentfield Green
Bentfield Green – wieś w Anglii, w hrabstwie Essex. Leży 29 km na północny zachód od miasta Chelmsford i 49 km na północny wschód od Londynu.